# Calicnemia chaoi
Calicnemia chaoi – gatunek ważki z rodziny pióronogowatych (Platycnemididae). Występuje na północy prowincji Guangdong w południowo-wschodnich Chinach.